# Bluff (Nieuw-Zeeland)

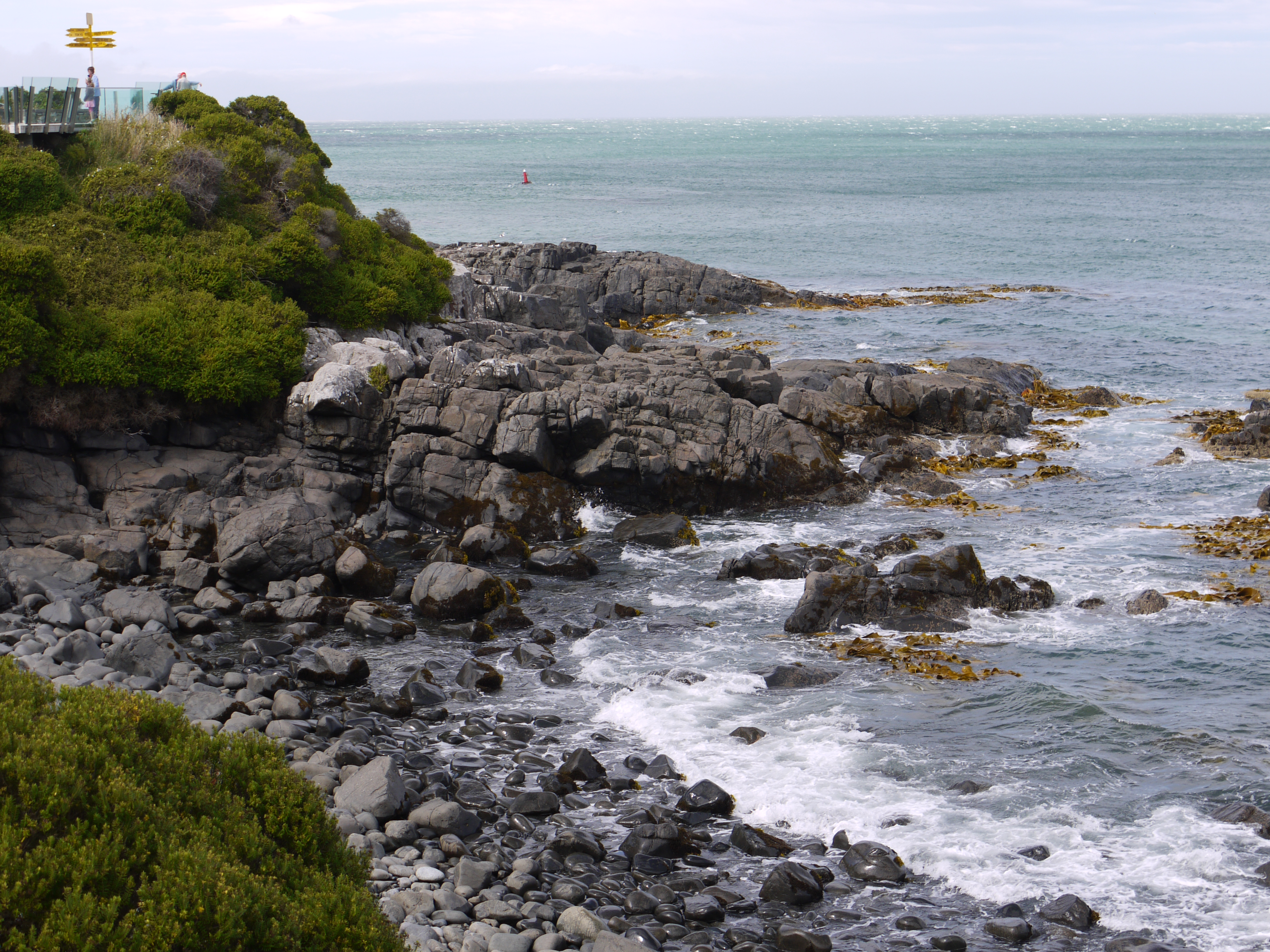
De kust van Bluff met de wegwijzer in de verte.

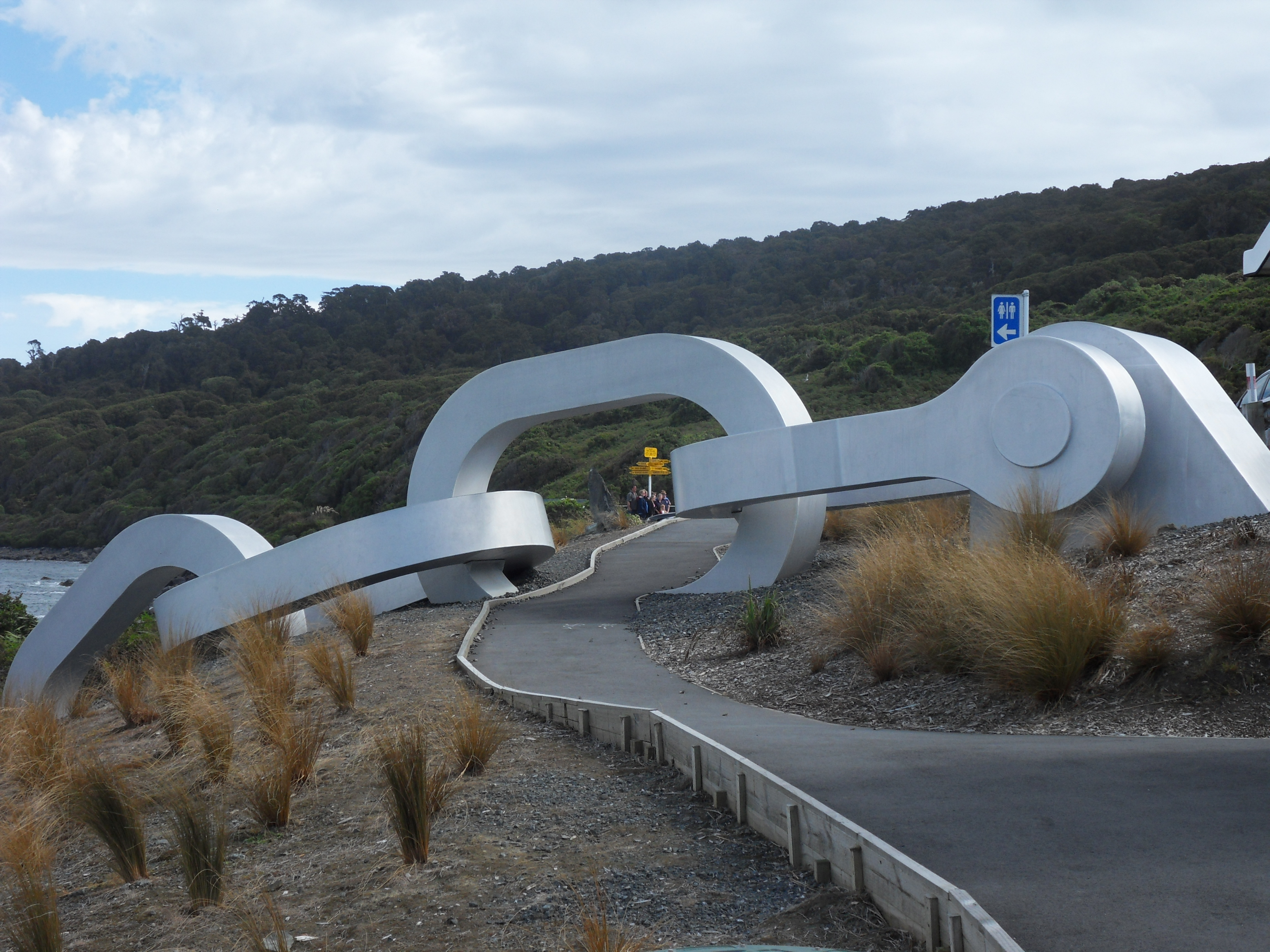
De ketting van Bluff met de wegwijzer in de verte.

Bluff is een havenplaats in de regio Southland in Nieuw-Zeeland. Er wordt naar Bluff gerefereerd als de meest zuidelijk gelegen bewoonde plaats van het land; dat is waar voor zover het het vasteland van het Zuidereiland betreft, maar Oban op Stewarteiland ligt nòg zuidelijker. Deze plaats is met een veerboot vanuit Bluff te bereiken.
Een wandelroute in Nieuw-Zeeland heet de Te Araroa Trail en loopt van Cape Reinga in het uiterste noorden naar Bluff in het uiterste zuiden.

## Geografie
Bluff ligt op 30 km rijden van Invercargill en is tevens het eindpunt van de Bluff Branch spoorlijn, het verlengstuk van de Main South Line. Deze spoorlijn, een van de eerste van Nieuw-Zeeland, werd geopend op 5 februari 1867.
In de buurt ligt Bluff Hill, een uitgedoofde vulkaan.

Panorama vanaf de Bluff Hill nabij Bluff